# Damião Peres

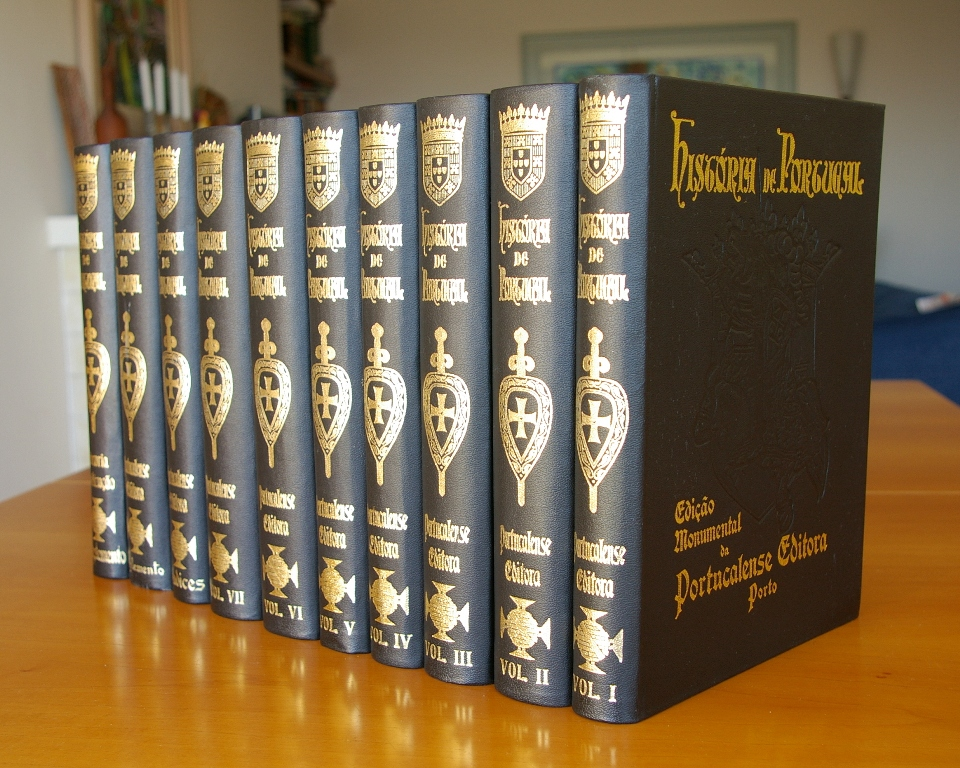
História de Portugal - edição monumental da Portucalense Editora, Porto (1928-1981)

Damião António Peres GCSE • GCIH (Lisboa, 8 de Julho de 1889 - Porto, 26 de Outubro de 1976), professor liceal e mais tarde das Faculdades de Letras das Universidades do Porto (1919-1928) e de Coimbra (1931-1959), foi um insigne historiador português, para além de numismata.

## Biografia
Nascido em Lisboa em 1889, foi reitor do Liceu do Funchal e do Liceu Gil Vicente, em Lisboa. Transitou para a Universidade do Porto (1919-1930).
Foi doutorado honoris causa pelas universidades de Montpellier e Bordéus, e foi membro da Academia das Ciências de Lisboa e fundador da Academia Portuguesa da História.
Da sua vastíssima obra, podem mencionar-se Como Nasceu Portugal, História dos Descobrimentos Portugueses (1943), Portugal na História da Civilização (1946) e Pedro Álvares Cabral e o Descobrimento do Brasil (1959). Dirigiu ainda a monumental História de Portugal (1928-1954), dita de Barcelos. Colaborou na revista  Serões (1901-1911).
A 19 de Julho de 1961 foi agraciado com a Grã-Cruz da Ordem do Infante D. Henrique e a 5 de Julho de 1968 com a Grã-Cruz da Ordem Militar de Sant'Iago da Espada.

## Obras
- D. João I (1917);
- Regimento das Cazas das Indias e Mina : manuscrito inédito;
- História de Portugal (1928-1954), 7+3 volumes;
- 1580 : o govêrno do prior do Crato (1929);
- Como nasceu Portugal (1938);
- História dos descobrimentos portugueses (1943);
- O descobrimento do Brasil por Pedro Álvares Cabral : antecedentes e intencionalidade (1949);
- Américo Vespúcio e a expedição de 1501-1502: resposta a Marcondes de Sousa (1949);
- Diogo Cão (1957);
- Pedro Álvares Cabral e o descobrimento do Brasil (196?);
- A gloriosa história dos mais belos castelos de Portugal (1969);
- Os descobrimentos portugueses (1970);
- Os mais antigos roteiros da Guiné : publicados com notícia explicativa (1992);